# الهيكل الراتبي
تعد هياكل الرواتب، (بالإنجليزية: Salary structure)‏، مكونًا مهمًا لبرامج التعويض الفعالة، وتساعد على ضمان أن تكون مستويات الرواتب، لمجموعات الوظائف الداخلية تنافسية ونزيهة. بحيث يسمح هيكل الأجور المصمم بشكل جيد للإدارة بمكافأة الأداء، وتطوير المهارات، مع التحكم في التكلفة الإجمالية للراتب الأساسي، من خلال توفير الحد الأقصى للمجموعة المدفوعة عن وظائف أو مواقع معينة.
فالهيكل الراتبي، أو السلم الراتبي، أو جدول الأجور، هو نظام يستخدمه أصحاب العمل لتحديد هيكل الرواتب، أو جدول الأجور، هو نظام يستخدمه أصحاب العمل لتحديد تعويض الموظف. يأخذ هيكل الراتب القياسي في الاعتبار أشياء مثل الجدارة وطول مدة العمل والدفع مقارنة بالمراكز المماثلة. إنشاء الحد الأدنى والحد الأقصى للراتب داخل الهيكل. تعويض الموظف. أي الطريقة المثلى والعادلة لتحديد أجور العاملين في المنظمات، وذلك حسب المؤهلات الأكاديمية، وسنوات الخبرة، والدورات في المجال. ولكل درجة معينة تبدأ قيمة نقدية وبدلات معينة تزيد تدرجياً حسب ما يحمله الشخص من ميزات، وكذلك الدفع مقارنة بالمراكز المماثلة. ويجب إنشاء الحد الأدنى والحد الأقصى للراتب، داخل الهيكل.

## نطاقات الرواتب والهياكل المحددة
نطاق الرواتب هو الفترة الزمنية بين الحد الأدنى والحد الأقصى للراتب الأساسي، الذي ستدفعه المنظمة مقابل وظيفة محددة أو مجموعة من الوظائف. هيكل جدول الرواتب (أو هيكل الرواتب) هو مجموعة هرمية من الوظائف، ومجموعة الرواتب داخل المنظمة. غالبًا ما يتم التعبير عن هياكل الرواتب كدرجات رواتب، أو درجات وظيفة تعكس قيمة وظيفة في السوق الخارجي و/أو القيمة الداخلية للمؤسسة.